# 京成バス

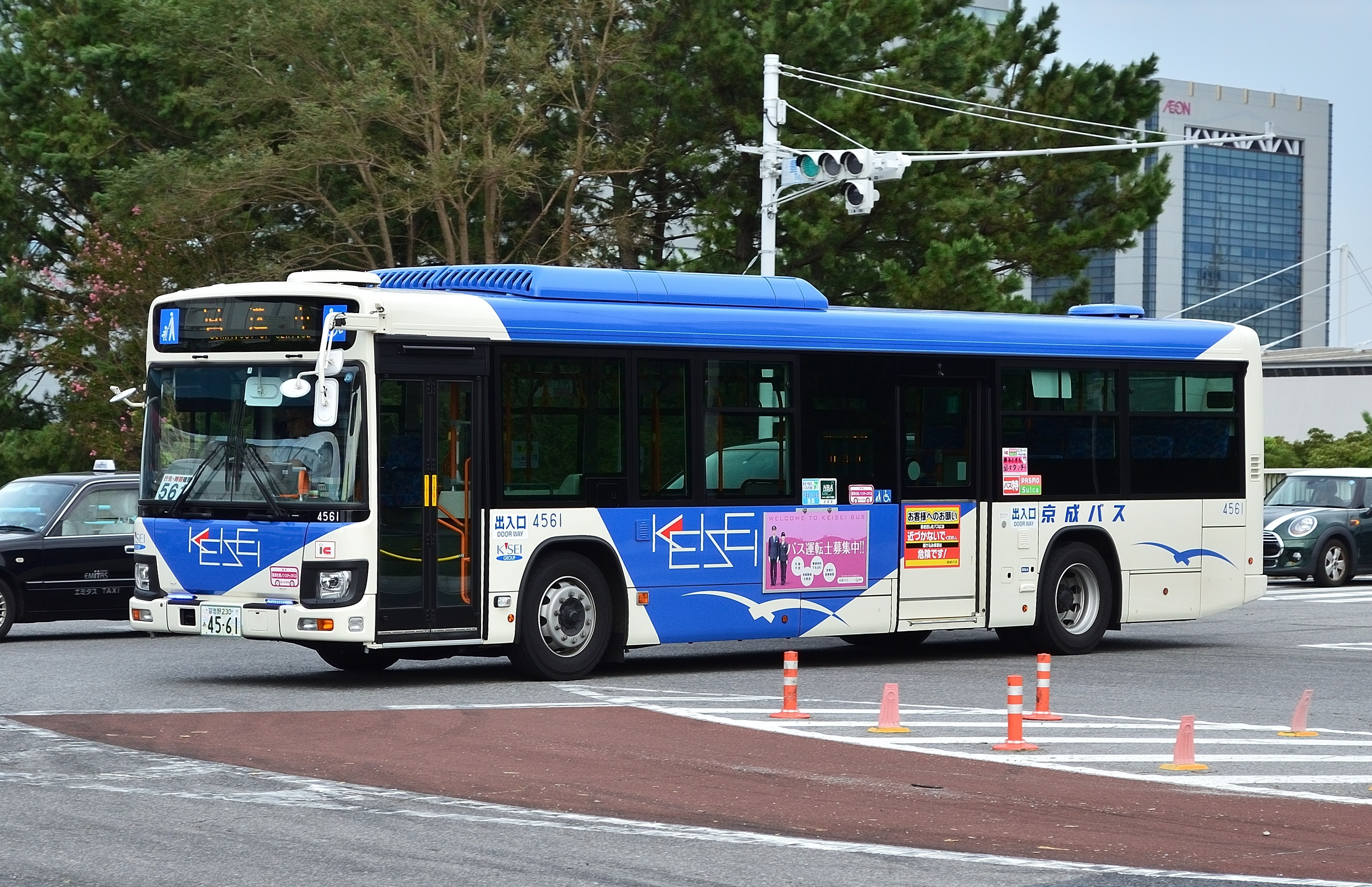
京成バスの一般路線バス
（新都心営業所）

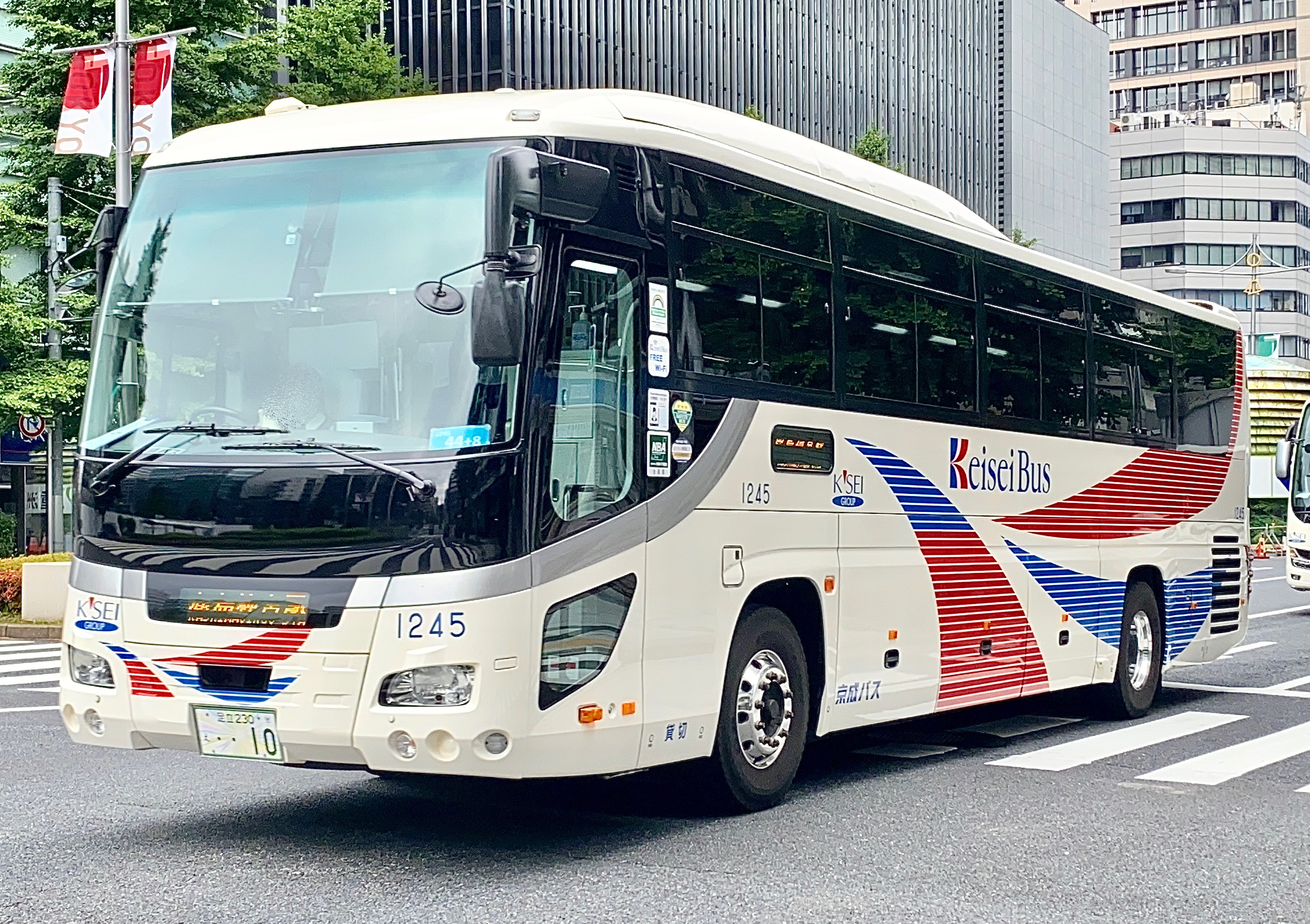
京成バスの高速バス
（京成バス株式会社設立10周年記念塗装車）

京成バス株式会社（けいせいバス、英: Keisei Bus Co.,Ltd.）は、千葉県市川市に本社を置く京成電鉄バスホールディングス傘下のバス事業者。
「京成バス」はかつて京成電鉄のバス事業を指す通称であったが、同社バス部門の承継を目的として1999年（平成11年）に現在の京成バス株式会社が設立され、2003年（平成15年）10月1日より営業を開始した。本社は京成電鉄本社と同じ京成電鉄本社ビルに所在する（2013年（平成25年）9月17日、東京都墨田区押上から移転）。京成カード加盟店。
2023年（令和5年）10月1日に営業開始20周年を迎えた。

## 概要
東京都内の足立区・葛飾区・江戸川区から千葉県北西部にかけての京成電鉄・北総鉄道・JR東日本沿線を主な営業エリアとする。一部埼玉県に路線を持つ。また、成田空港発着路線をはじめとする高速バス路線を多数運行している。
京成電鉄では1990年代後半からバス事業の分社化を開始し、その際には営業所単位で分割する地域分社化の手法を採った。これは首都圏のバス事業者では最初期の地域分社化となった。なお同年には神奈川中央交通が湘南神奈交バスを設立し、同様に地域分社化を開始している。1997年には京王帝都電鉄が京王バス株式会社（初代）を設立してこれに続いた。
1995年（平成7年）に最初の地域子会社として成東営業所を分社化しちばフラワーバスを設立。1998年（平成10年）には松戸営業所白井車庫と船橋営業所船尾車庫を分社化してちばレインボーバスを設立した。2000年（平成12年）には千葉営業所新宿車庫をちばシティバスへ、佐倉営業所田町車庫をちばグリーンバスへ地域分社化した。2001年（平成13年）には奥戸営業所を金町営業所の支所として高速バス担当とし、一般路線を移管する形で京成タウンバスが営業開始、これは都内初の地域分社化となった。また同年には市川営業所塩浜車庫を京成トランジットバス（オリエンタルランドとの合弁）へ移管、市川営業所八幡車庫を市川交通自動車（京成タクシー市川を経て現・京成タクシーセントラル市川営業所）へ移管（ただしその後の2009年（平成21年）に京成トランジットバスに再移管）した。また小湊鉄道など京成グループのバス事業者への路線移管も進められた。京成電鉄本体に残ったバス事業も、2003年（平成15年）10月1日に京成バス株式会社が営業開始してその一切を承継し、京成グループのバス分社化は一旦完了した。さらに2005年（平成17年）には京成バス株式会社の貸切・特定バス事業を京成バスシステムへ分社化するとともに、翌2006年（平成18年）からは一部の一般路線も移管した。
こうして京成電鉄直系のバス事業の分社化が完了したが、京成グループには他にも新京成電鉄系である船橋・松戸の新京成バスグループや、元から別の事業者であった千葉交通、千葉中央バス、千葉海浜交通、千葉内陸バス、成田空港交通の5社、また京成トランジットバス同様オリエンタルランドとの合弁である東京ベイシティ交通など、千葉県下だけでも京成直系の分社に由来しない事業者が8社（分社系を含めれば15社、当社を含めて16社）あるなどの乱立状態になっていた。これらを整理するため、2024年（令和6年）11月1日に京成電鉄バスホールディングスを休眠会社であった昭和タクシーを商号変更する形で設立。2025年（令和7年）4月1日に、
- 千葉県下および東京都下の京成グループのバス事業者およびグループのバス車両を整備する京成自動車整備を京成電鉄バスホールディングス傘下に異動。
- 都内の京成タウンバスを京成バス東京に商号変更。
- 船橋新京成バス鎌ヶ谷営業所、松戸新京成バス、京成トランジットバス、東京ベイシティ交通を京成バス千葉ウエストとして統合。
- 船橋新京成バス習志野営業所、京成バスシステム、ちばレインボーバス、千葉海浜交通を京成バス千葉セントラルとして統合。
- ちばシティバス、ちばグリーンバス、ちばフラワーバス、千葉中央バス、千葉内陸バス、千葉交通、成田空港交通を京成バス千葉イーストとして統合。

という形で再編予定。翌2026年（令和8年）4月1日には、
- 京成バスの奥戸営業所、東雲車庫、金町営業所、江戸川営業所を京成バス東京に編入。
- 京成バスの松戸営業所、市川営業所を京成バス千葉ウエストに編入。
- 京成バスの新都心営業所、習志野出張所、新習志野高速営業所、長沼営業所を京成バス千葉セントラルに編入。
- 京成バスの千葉営業所を京成バス千葉イーストに編入。
- 東京BRTを京成バス直下から京成電鉄バスホールディングス直下に異動。

という形で再編予定（法人としての京成バスの扱いは現時点で不明）。なお、今回の再編では小湊グループや東京空港交通に変更はないほか、関東鉄道など茨城県下の事業者は2025年（令和7年）4月1日付で京成電鉄茨城ホールディングス傘下に集約されている。

### 京成グループのバス事業者
※（BT＝バス東京、BHD＝京成電鉄バスホールディングス、BC＝バス千葉セントラル、BE＝バス千葉イースト、BW＝バス千葉ウエスト、TC＝タクシーセントラル、TE＝タクシーイースト、IHD＝茨城ホールディングス）※2025年再編
- 京成バス※2026年再編＝（BT）奥戸、金町、江戸川、（BW）松戸、市川、（BC）新都心、長沼、（BE）千葉東
- 船橋新京成バス（BW）鎌ヶ谷、（BC）習志野西
- 松戸新京成バス（BW）松戸東
- ちばフラワーバス（BE）成東、中野
- ちばレインボーバス（BC）印西
- ちばシティバス（BE）新港
- ちばグリーンバス（BE）佐倉
- 京成タウンバス（BT）葛飾
- 京成トランジットバス（BW）塩浜
- 京成バスシステム（BC）船橋
- 千葉交通（BE）成田、銚子、多古
- 京成タクシー習志野（TC、旧：習志野タクシー）習志野
- 京成タクシー成田（TE、旧：千葉タクシー）成田、銚子
- 京成タクシー佐倉（TE、旧：佐倉交通）佐倉
- 千葉中央バス（BE）千葉南、大野台、いすみ
- 千葉海浜交通（BC）高浜
- 千葉内陸バス（BE）四街道
- 成田空港交通（BE）成田空港
- 東京ベイシティ交通（BW）千鳥
- 東京BRT株式会社（BHD）
- 関東鉄道（IHD）土浦、つくば中央、つくば北、守谷、竜ヶ崎、水戸、潮来、石岡
- 関鉄観光バス（IHD）
- 東京空港交通（再編対象外）

これ以外に、小湊鉄道と九十九里鉄道が小湊グループを形成する（再編対象外）。

## 沿革
京成バスは、2003年（平成15年）10月1日に京成電鉄からバス事業を譲受して営業開始した。ここでは、京成電鉄時代を含めたバス事業の沿革について記述する。

### 京成バスの生い立ち
京成バスの歴史は、1930年（昭和5年）5月10日に京成電気軌道（京成電鉄の当時の社名。以下「京成」とする。）が子会社として京成乗合自動車を設立したことに始まる。京成は、これに先立って自社の鉄道周辺に路線を有する東葛乗合自動車（市川国府台 - 船橋間）、千葉バス（船橋 - 千葉間）、両総自動車（千葉 - 東金間）の3社を買収していたが、経営上の判断からこれらの路線を直営とはせず、新たに京成乗合を設立して運営を同社にあたらせる事としたのである。
京成は次いで1931年（昭和6年）12月に浅草を起点に玉ノ井・四ツ木・立石周辺に路線を有し、電車線に一部並行していた隅田乗合自動車を買収した。同社は自動車商の梁瀬（現・ヤナセ）による開業で浅草へ安価且つ乗り換えなしで出られる交通手段として京成電車の手強い競争相手となっていた。このため、買収には相当の努力を注いだと社史に記されている。京成は、同社を買収後しばらくは監督下に置く形で営業させていたが、1932年（昭和7年）7月に至り直営化に踏み切る事となり、自動車課及び寺島営業所を設置してその事業一切を継承した。
東京においては、1933年（昭和8年）に中島理一より四ツ木 - 亀有間を、1934年（昭和9年）に上平井乗合自動車より四ツ木 - 上平井 - 新小岩間を継承し、さらに北は新宿・金町・水元猿町へ、東は奥戸へと路線を延ばした。これにより従来の車庫が手狭となった事から1935年（昭和10年）に奥戸に新車庫を設置、1937年（昭和12年）には寺島営業所をここに移転して奥戸営業所とした。また、同年には奥戸から江戸川を越えて市川八幡へと路線が延び、これによって千葉県内の路線との連絡が図られた。
ただしこの間、千葉県内では1934年（昭和9年）3月に京成乗合自動車を統合して千葉営業所とした後、周辺事業者の買収による積極的な路線拡張策がとられていた。1935年（昭和10年）には松戸に拠点を置く東葛乗合（前記の東葛乗合自動車とは異なる）を買収し、松戸駅 - 八柱霊園 - 藤ヶ谷方面の路線を継承（ちばレインボーバス参照）すると共に松戸営業所を設置した。続いて、同年中に同じく松戸の渡辺敬蔵より松戸から市川・金町・流山へ向かう3線を継承し、松戸営業所に組み入れた。また、1936年（昭和11年）には東金 - 八街間などに路線を有する東金自動車を買収、1937年（昭和12年）には習志野 - 実籾間や船橋 - 木下間などを運行する習志野乗合自動車を買収し、習志野営業所を設置した。

### 戦時の事業統合
戦争による物資不足により、バスの正常運行が困難となる中で、1940年代に入り、バス事業者の統合は必至の状況となった。京成は、まず東京市周辺において常磐線東南地域の統合主体事業者の指定を受け、これに従い東武鉄道より千住大橋 - 堀切間の路線を譲り受けたのに続き、1942年（昭和17年）に東京地下鉄道より旧葛飾乗合自動車の路線の大半を譲り受け、小松川営業所を設置した。
次いで、千葉県内においても千葉市を中心とする地域の統合主体となり、1943年（昭和18年）に成東自動車を統合して成東営業所を設置、さらに同年、森田祐吉経営の共立乗合自動車を統合して市川営業所を設置するなどした。さらに、1944年（昭和19年）に九十九里自動車と千葉市街自動車を併合（九十九里自動車は同時に京成の傘下となった九十九里鉄道にそのまま譲渡）し、路線網を飛躍的に拡張した。しかし、戦況悪化の影響により、その大部分は休止せざるを得ない状況であった。

### 戦後以降
京成電鉄の社史『京成電鉄85年のあゆみ』によれば、1957年（昭和32年）に日本で最初にワンマンバスを運行したと書かれている。しかし大阪市交通局で1951年（昭和26年）6月1日にワンマンバスを運行開始しているため（それ以前には1924年に円太郎バスが開始したとも）、京成バスが日本初ではないが、民営バスとしては日本初とされる。だが、1930年（昭和5年）だと、湘南電気鉄道が一時的にだが、既にワンマン運転をしていたとも言われている。
バス事業の分社化後には、京成バス・京成タウンバスの都内路線が一日乗り放題となるIC一日乗車券が発売された（Suica・PASMOのみ対応、大人520円、小児260円）。

## 一般路線

### 路線名及び系統番号
京成電鉄は戦前の創立期より各バス路線に路線名を付しており、京成バスになってからも路線名は使われ続けている。昭和50年代まではバス車内に路線案内の掲示（現在の路線図とは別のもの。路線図も隣に掲示されていた）があり、そこに路線名が記されていたため、乗客もそれを容易に知る事ができた。その後、概ね1980年代中期より車内には路線図のみが掲示される様になり、路線名はなじみの薄いものとなった。しかし、路線の新設・廃止・改変時には路線名を示しながら案内することも行なわれている。
一方、系統番号はまず東京都内全域のバスについて利便性を高めるために、東京バス協会の旗振りのもと、全社一斉に近い形で番号が振られた。番号のつけ方は各社でまちまちだが、京成の場合は原則として一路線名に1つの番号を割り当てた。したがって、途中で分岐しようが、折り返し便であろうが、出入り便であろうが、同じ路線に属せば同じ系統番号である。この付番方法は都営バスと似ている。ただし、戸ヶ崎線は金町駅を境に分割して運行しているため、例外的にそれぞれ別の番号が割り当てられた。
京成バス株式会社となり、千葉県内の一般路線についても同様の系統番号を付すようになった。ただし、千葉県内については東京都内のように路線名ごとに系統番号を割り当てず、枝分岐を単位として一つの番号を割り当てた。2009年（平成21年）3月31日、最後まで系統番号が付されていなかった市川営業所担当路線にも系統番号が付され、千葉県内の一般路線全てに系統番号が付されることとなった。この系統番号付与は、分社化で設立された京成トランジットバスやちばシティバスでも実施された。

### 営業所及び担当路線・ナンバー
一般路線の営業所は以下の通りである。なお、各路線の情報はその属する営業所の記事にて示す。括弧内の英数字は車番に冠される営業所表記である。
- 奥戸営業所(1、高速も担当)
  - 東京都葛飾区奥戸
  - 担当路線：墨田区コミュニティバス「すみだ百景 すみまるくん、すみりんちゃん」、台東区循環バス「ぐるーりめぐりん」
  - ナンバー：葛飾（葛飾ナンバー登場以前は足立）
- 奥戸営業所東雲車庫(1、高速も担当)
  - 東京都江東区東雲
  - 担当路線：東京BRT
  - ナンバー：江東（江東ナンバー登場以前は足立）
- 金町営業所(8)
  - 東京都葛飾区金町
  - 担当路線：戸ヶ崎線、幸田線、亀有線、アイリスループ、ファミリーシャトル、亀有綾瀬線、荒川区コミュニティバス「さくら」、慈恵医大線、小菅線、細田線、高砂線
  - ナンバー：葛飾（葛飾ナンバー登場以前は足立）
- 江戸川営業所(E)
  - 東京都江戸川区東篠崎
  - 担当路線：篠崎線、鹿骨線、南小岩線、第二南小岩線、南行徳線、環七シャトル、新タワー線
  - ナンバー：江戸川（江戸川ナンバー登場以前は足立）
- 市川営業所(2)
  - 千葉県市川市柏井町
  - 担当路線：姫宮団地線、高塚線、国分線、冨貴島線、鬼越線、中国分線、ファイターズタウン線、市川学園線、市川市コミュニティバス「梨丸号」
  - ナンバー：市川（市川ナンバー登場以前は習志野）
- 松戸営業所(3)
  - 千葉県松戸市古ケ崎
  - 担当路線：市川線、流山線、国分線、日大線、矢切の渡し線、松戸八潮線、東初石線、西初石線、三輪野山線、流山市コミュニティバス「流山ぐりーんバス」
  - ナンバー：松戸（松戸ナンバー登場以前は野田←習志野）
- 新都心営業所(4)
  - 千葉県習志野市芝園
  - 担当路線：新都心幕張線、香澄団地線、幕張学園線、コロンブスシティ線、谷津線、袖ヶ浦団地線、秋津団地線、新都心回遊線（ポケットバス）、習志野市コミュニティバス「ハッピーバス」
  - ナンバー：習志野
- 新都心営業所習志野出張所(0)
  - 千葉県船橋市習志野
  - 担当路線：大久保線、東習志野線、屋敷線、花見川団地線、花見川南線、実籾線
  - ナンバー：船橋（船橋ナンバー登場以前は習志野）
- 千葉営業所(5、高速も担当)
  - 千葉県四街道市吉岡
  - 担当路線：大学病院線、小倉団地線、都町中通り線、ほおじろ線、都賀線
  - ナンバー：千葉
- 長沼営業所(N、高速も担当)
  - 千葉県千葉市稲毛区長沼町
  - 担当路線：八千代台線、勝田台団地線、こてはし団地線、あやめ台団地線、検見川線、瑞穂の杜線、さつきが丘団地線、中部美浜横断線、宮野木線、京成団地線、ファミールハイツ線、長沼原線、北部循環線（花まわる号）、稲毛海岸線
  - ナンバー：千葉

## 近・中距離高速バス路線
〔 〕内は共同運行会社

### 営業所
近・中距離高速バス路線の営業所は以下の通りである。
- 奥戸営業所 (1、墨田区、台東区のコミュニティバスも担当)
  - 東京都葛飾区奥戸
  - ナンバー：葛飾（葛飾ナンバー登場以前は足立）
- 奥戸営業所東雲車庫 (1、東京BRTも担当)
  - 東京都江東区東雲
  - ナンバー：江東（江東ナンバー登場以前は足立）
- 松戸営業所(3、一般乗合も担当)
  - 千葉県松戸市古ケ崎
  - ナンバー：松戸（松戸ナンバー登場以前は野田←習志野）
- 千葉営業所 (5、一般乗合も担当)
  - 千葉県四街道市吉岡
  - ナンバー：千葉
- 新習志野高速営業所 (H)
  - 千葉県習志野市茜浜
  - ナンバー：習志野
- 長沼営業所 (N、一般乗合も担当)
  - 千葉県千葉市稲毛区長沼町
  - ナンバー：千葉

### 羽田空港発着便

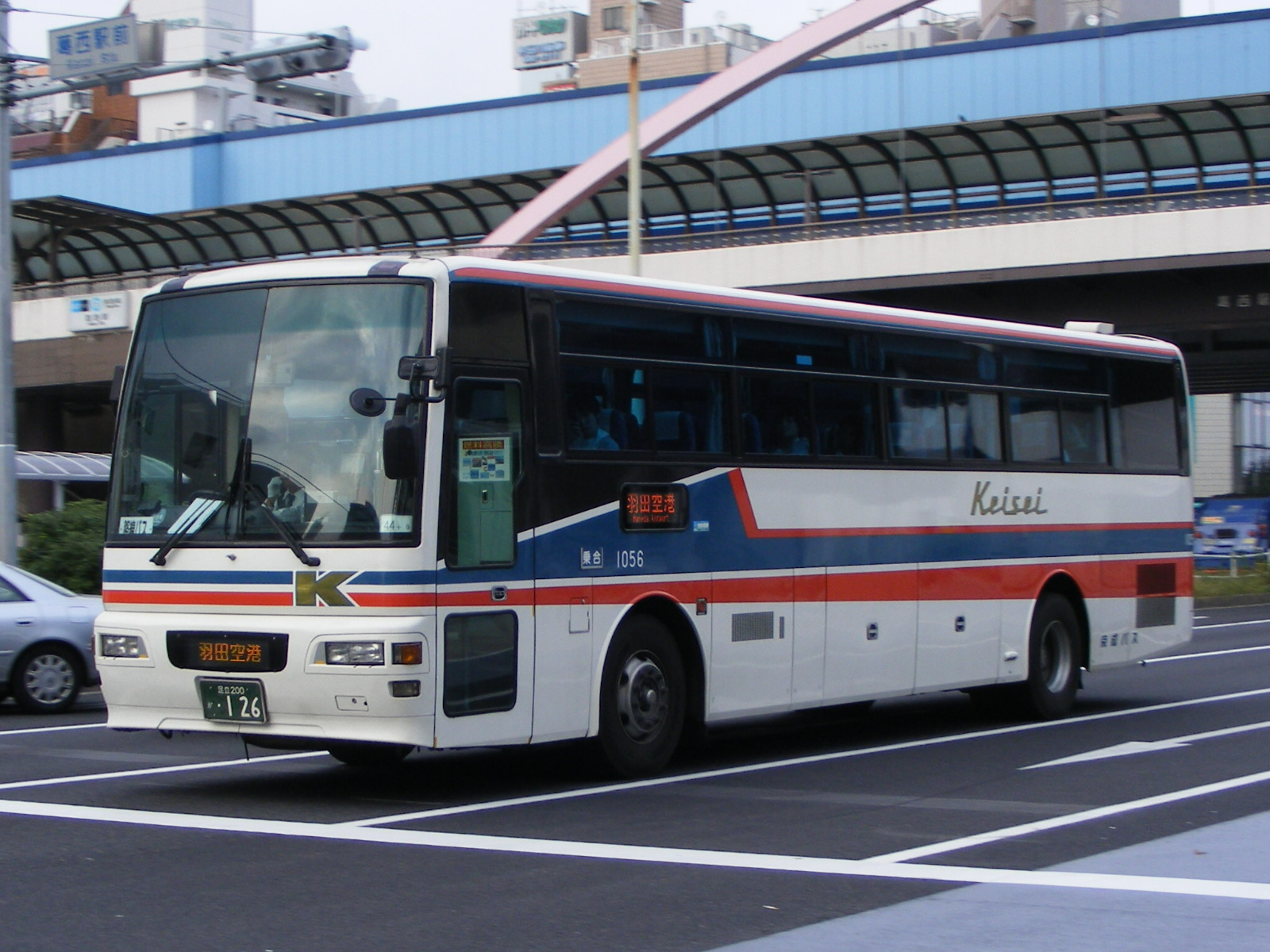
小岩駅-羽田空港線（旧塗装車）

羽田空港発着の高速路線は、1988年（昭和63年）7月の千葉線開業を皮切りに、東京ディズニーランド、海浜幕張地区へと順次拡大し、さらに1990年代末頃より、西船橋、津田沼、小岩など総武線駅に至る路線が急ピッチで開設された。2018年（平成30年）には東京外環自動車道（外環）が高谷JCTまで延伸したことに伴い、松戸への路線を開設した。
2022年（令和4年）2月現在、系統の統合・延長を経て、以下の様な路線網となっている。いずれも、羽田側に営業基盤を有する京浜急行バス、東京空港交通のどちらかが共同運行会社に入っている。
- 千葉中央駅 - 千葉駅西口 - 稲毛海岸駅 - 検見川浜駅 -（海浜幕張地区）- 羽田空港 〔京浜急行バス・東京空港交通・京成バス千葉イースト〕
1988年（昭和63年）7月5日 - 運行開始[14][注釈 1]。
- 亀有駅・小岩駅 - 一之江駅 - 葛西駅 - 羽田空港 〔東京空港交通〕
羽田空港行きのみPASMO・Suica利用可能。
- 船橋駅 - 西船橋駅 - 羽田空港 〔京浜急行バス〕
PASMO・Suica利用可能。
- 津田沼駅 - 京成津田沼駅 - 羽田空港 〔東京空港交通〕
PASMO・Suica利用可能。
- 新松戸駅 - 松戸駅 - 羽田空港 〔京浜急行バス・京成バス千葉セントラル〕
2018年（平成30年）9月1日 - 運行開始。新松戸駅発着は2往復のみ。PASMO・Suica利用可能。
2024年（令和6年）3月1日 - 運行休止[16]。
- TDL - TDS - （TDR周辺ホテル）- 羽田空港 〔京成バス千葉ウエスト・京浜急行バス・東京空港交通〕
空港バスチケットサービス対象路線。
羽田空港発8時台から10時台の便は、ホテルエリアには乗り入れない。一方、TDL・TDS休園日は、ホテルエリアのみ停車。

### 成田空港発着便

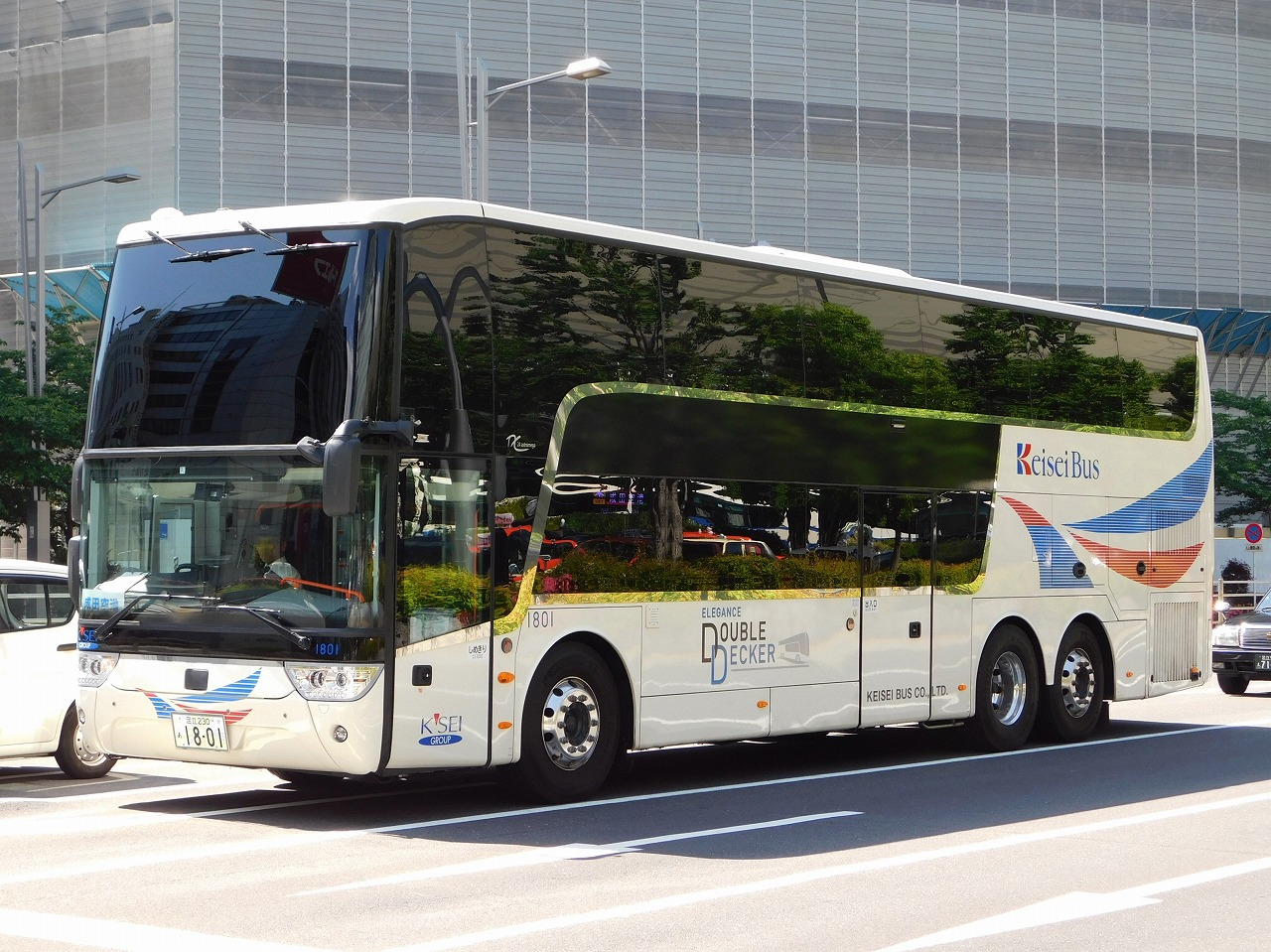
旧有楽町シャトル

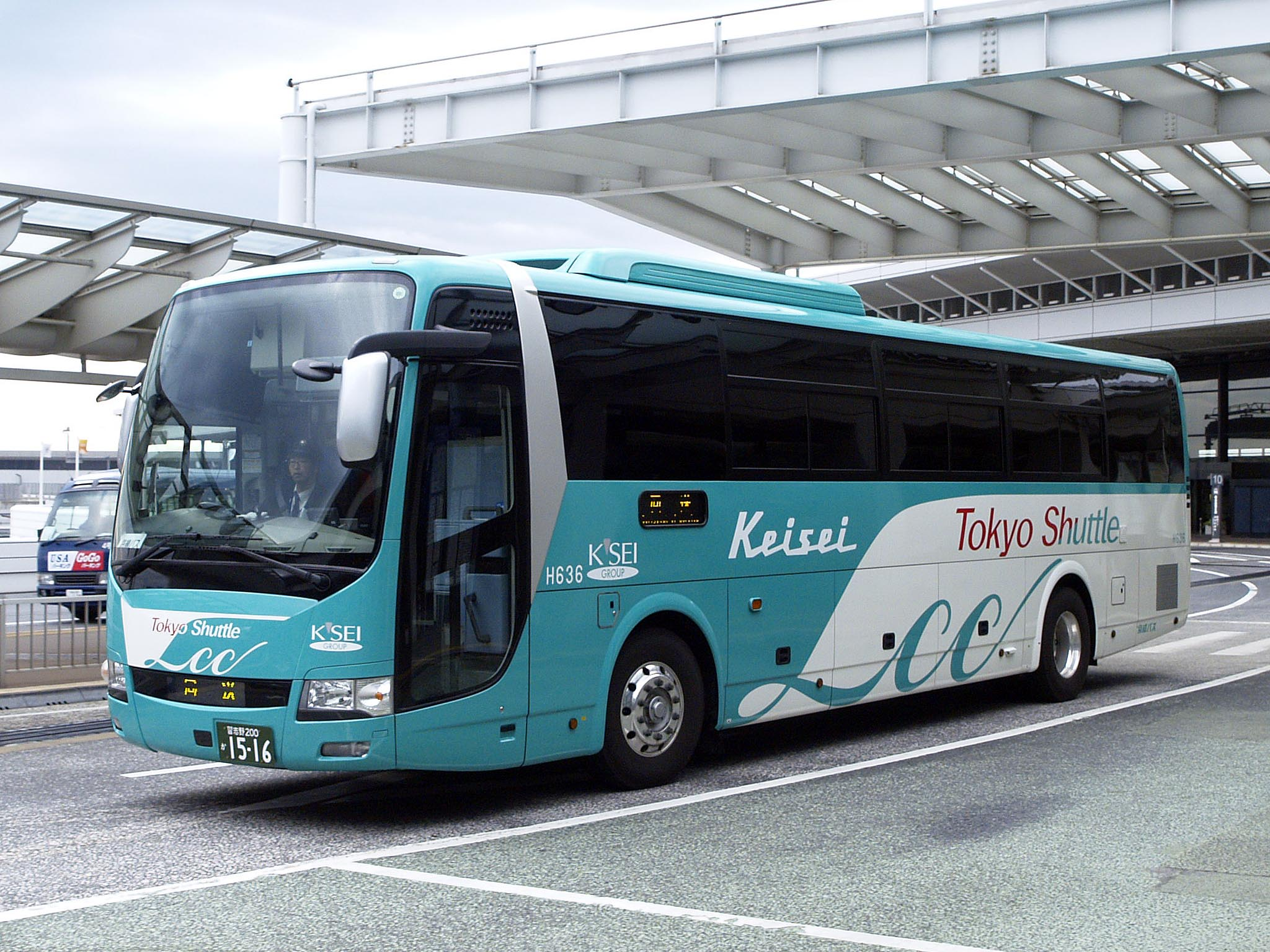
成田空港発着便の東京シャトル専用車

成田空港発着路線では、1980年代末よりONライナー（大宮線）と千葉線の運行を開始し、2000年代に入り急速に路線網を拡張した。
2000年（平成12年）以降に開設された路線としては、相模大野（2000年6月開業、2004年に橋本へ延長）、本厚木（2001年6月）、吉祥寺（2001年7月）、所沢（2003年）、新百合ヶ丘（2003年4月）、新富士（2003年11月）、小岩（2004年5月）、辻堂（2007年3月、2009年に茅ヶ崎へ延長）、大泉学園（2007年7月）、横浜線・横浜市営地下鉄グリーンラインの中山（2008年7月）、市原・木更津・君津（2013年4月、一部路線改編の上で運行再開）、大崎（2016年10月）への各線がある。
- （富士宮営業所 - 富士宮駅 -） 鷹岡車庫 - 新富士駅 - 沼津駅 - 東名御殿場IC - 成田空港 〔富士急静岡バス〕※京成便は鷹岡車庫発着
- 富士山駅 - 河口湖駅 - 富士北麓駐車場 - 富士急ハイランド - 成田空港 〔フジエクスプレス〕
- 河口湖駅 - 富士急ハイランド - 秋葉原駅 〔フジエクスプレス〕
- 吉祥寺駅 - 成田空港 〔小田急バス・東京空港交通・関東バス〕
- 橋本駅 - 相模大野駅 - 町田バスセンター - 南町田グランベリーパーク駅 - 成田空港 〔神奈川中央交通〕
- （新百合ヶ丘駅 - ）たまプラーザ駅 - 成田空港 〔小田急バス・東急バス〕※新百合ヶ丘駅発着は小田急バスのみ
- 所沢駅 - 東所沢駅 - 和光市駅 - 成田空港 〔西武バス〕
- エアポートバス東京・成田： 東雲車庫・東雲イオン前・銀座駅・東京駅八重洲口（降車は日本橋口） - 成田空港 〔京成バス千葉イースト・京成バス千葉ウエスト・JRバス関東・平和交通・あすか交通・西岬観光〕
2020年（令和2年）2月1日 - 有楽町シャトル、東京シャトルとビィートランセグループ・JRバス関東が共同運行する「THEアクセス成田」が統合。東京駅の乗車は八重洲南口JR高速バスターミナル、降車はビィー・トランセグループの降車場であるヤンマービル前に統一された。
- 小岩駅 - 一之江駅 - 葛西駅 - 成田空港
2004年（平成16年）5月1日 - 運行開始[18]。
- 横浜駅(YCAT) -（みなとみらい周辺ホテル）- 成田空港 〔京浜急行バス・東京空港交通〕
- 中山駅（横浜線・横浜市営地下鉄グリーンライン） - センター南駅 - 成田空港 〔東急バス〕
- 稲毛海岸駅 - 検見川浜駅 -（海浜幕張地区）- 成田空港 〔京成バス千葉イースト〕
1988年（昭和63年）10月31日 - 運行開始[19]。
2019年（平成31年）3月28日 - 千葉中央駅 - 成田空港の便が稲毛駅経由に変更される。
- 木更津駅 - 木更津金田バスターミナル - 三井アウトレットパーク - 市原バスターミナル - 成田空港〔日東交通・小湊鉄道〕
  - 2009年（平成21年）1月16日 - 運行開始[20]。
  - 2014年（平成26年）7月22日 - 君津駅 - 木更津駅が廃止され、経路を変更。
  - 2017年（平成29年）6月1日 - 京成バスが運行撤退。
- 千葉中央駅 - 千葉駅西口 - 千葉みなと駅 - 稲毛駅 - 成田空港〔京成バス千葉イースト〕
2017年（平成29年）12月16日 - 草野車庫 - 稲毛駅 - 成田空港の区間で運行開始[21]。
2019年（平成31年）1月16日 - 京成バスが運行撤退。千葉内陸バス単独運行。
2019年（平成31年）3月28日 - 草野車庫 - 稲毛駅が廃止され、千葉中央駅 - 成田空港が稲毛海岸駅経由から稲毛駅経由に変更。再び京成バスが参入。

### 東京駅・バスターミナル東京八重洲発着便

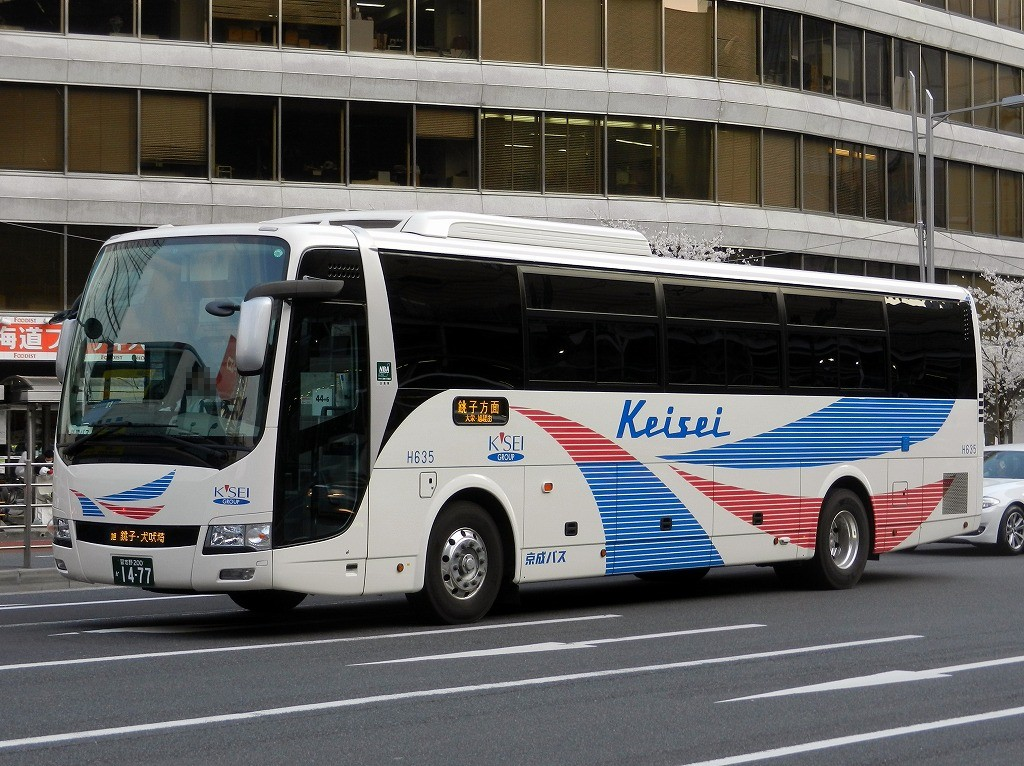
犬吠号として運行する現行の高速バス車両

東京駅発着路線は、元々東関東自動車道経由で少数運行されていただけであったが、1998年（平成10年）以降、日東グループとの共同運行により、東京湾アクアライン経由で房総方面に向かう路線が相次いで新設された。
2014年（平成26年）7月23日より、八重洲ロータリービル1F・2Fに乗車券類の発売窓口や待合所等の設備を兼ねた「京成高速バスラウンジ」を開設。
千葉県内には「高速○○」という停留所が多数あるが、これは高速道路上の停留所ではなく、一般道路上にある高速バス専用停留所を意味する。
- かしま号： 東京駅（乗車：八重洲南口／降車：日本橋口） - 水郷潮来バスターミナル - アートホテル鹿島セントラル - 鹿島製鉄所 - （鹿島宇宙センター／鹿島アントラーズクラブハウス） - 鹿嶋市役所 - 鹿島神宮 - 鹿島神宮駅 - メルカリスタジアム 〔関東鉄道・JRバス関東〕
PASMO・Suica利用可能（一部の臨時便を除く）
- [直行]カシマサッカー号： 東京駅（乗車：八重洲南口／降車：日本橋口） - メルカリスタジアム 〔京成バス千葉ウエスト・関東鉄道・JRバス関東〕
座席指定制
メルカリスタジアムでの鹿島アントラーズ主催試合日や親善試合開催日などに運行。
メルカリスタジアムの乗降場所が通常便とは異なり鹿島サッカースタジアム駅西側にある駐車場となる。
- 犬吠号： 犬吠埼 - 東芝町（銚子） - 銚子駅 - 旭 - （酒々井プレミアム・アウトレット） - バスターミナル東京八重洲 〔京成バス千葉イースト〕（全便PASMO・Suica利用可能）

路線沿革
- 1991年（平成3年）6月12日 - 犬吠号運行開始。
- 2009年（平成21年）3月26日 - PASMOを導入。
- 2010年（平成22年）3月 - イオン銚子ショッピングセンターバス停を新設。
- 2010年（平成22年）4月 - 旭中央病院東新設。同時にここへの通院バスとして銚子市内のバス停（イオン銚子を除く）と旭中央病院東に限っての利用も可能になる。
- 2011年（平成23年）10月17日 - 銚子駅・高速黒生バス停新設。また、一部時間帯の便は旭中央病院と犬吠埼太陽の里へも乗り入れ開始。旭中央病院まで利用できる銚子市内のバス停を拡大（イオン銚子SCおよび同日新設バス停）。
- 2012年（平成24年）3月27日 - 犬吠埼京成ホテルバス停の名称を「犬吠埼」に変更。
- 2022年（令和4年）9月17日 - 東京駅の発着場所を「バスターミナル東京八重洲」に変更。

- 東京銚子線「横芝光・旭ルート」： 銚子駅 - 旭 - 干潟駅 - 匝瑳市役所 - 八日市場駅 - 飯倉台 - 横芝光IC - バスターミナル東京八重洲（全便PASMO・Suica利用可能）
  - 2022年（令和4年）9月17日 - 運行開始。
- アクシー号： パークウェルステイト鴨川 - 亀田病院 - 安房鴨川駅 - （クルックフィールズ入口） - かずさアーク - 袖ケ浦BT - 木更津金田BT - バスターミナル東京八重洲 - 東京タワー（一部便のみ） 〔日東交通〕
PASMO・Suica利用可能。
- 安房小湊駅・御宿駅 - 勝浦駅 - 市原鶴舞BT - 木更津金田BT - バスターミナル東京八重洲 〔小湊鉄道・日東交通〕
PASMO・Suica利用可能。
- イオンモール富津 - 青堀駅 - 君津駅 - 君津BT - 木更津金田BT - バスターミナル東京八重洲 - 東雲車庫 〔日東交通〕
PASMO・Suica利用可能。
- 君津製鐵所 - 木更津駅 - （龍宮城スパ・ホテル三日月） - 木更津金田BT - バスターミナル東京八重洲 - 東雲車庫 〔日東交通〕
PASMO・Suica利用可能。
- 三井アウトレットパーク 木更津 - バスターミナル東京八重洲〔日東交通〕
PASMO・Suica利用可能。
- マイタウン・ダイレクトバス（各系統とも全便PASMO・Suica利用可能）
  - 新浦安ルート（この路線に限り、東京駅での乗降場所がかしま号と同じく、乗車が八重洲南口JR高速バスターミナル、降車が日本橋口。）
日の出七丁目 - 明海四丁目 - 弁天第二 - 東京ディズニーランド - 東京ディズニーシー - 東京駅（乗車：八重洲南口／降車：日本橋口） - 秋葉原駅ほか（時間帯により上りと下りの経路が異なる。一部便は東京駅発着。） 〔京成バス千葉ウエスト、JRバス関東〕
  - 千葉北ルート
＜下り便＞東雲車庫 → 東京駅八重洲口前(３番) → いきいきプラザ入口 → 花見川消防署前 → 長沼(スマートコミュニティ前) → 長沼原町 → ヴィルフォーレ稲毛 → 萩台入口 → ワンズモール → 草野車庫
＜上り便＞いきいきプラザ入口 → 花見川消防署前 → 長沼(スマートコミュニティ前) → 長沼原町 → ヴィルフォーレ稲毛 → 萩台入口 → ワンズモール → 草野車庫 → 東京駅八重洲口前（3番）
  - 千城台・御成台ルート
御成台車庫 - 千城台駅 - 小倉台駅 - 東京駅八重洲口前

### 東京ディズニーリゾート発着便
- バスタ新宿 - 東京ディズニーランド（TDL） - 東京ディズニーシー（TDS） 〔JRバス関東〕（バスタ新宿行きのみPASMO・Suica利用可能）
- 横浜ロイヤルパークホテル → 横浜駅東口 - TDL - TDS 〔京浜急行バス〕（全便PASMO・Suica利用可能）
1989年（平成元年）9月8日 - 運行開始[25]。
- 川崎駅 - 蒲田駅 - TDL - TDS 〔川崎鶴見臨港バス〕（全便PASMO・Suica利用可能）
- たまプラーザ駅 - TDL - TDS 〔東急バス〕（全便PASMO・Suica利用可能）
- 吉祥寺駅 - TDS - TDL（2019年11月1日より関東バス・西武バス・京成バス千葉ウエストと共同運行開始[26]）

### その他の地域発着便
- 幕張メッセ - 横浜駅（YCAT） 〔ちばシティバス・京成トランジットバス〕 ※幕張メッセ催事日のみ運行
- 幕張メッセ → 渋谷マークシティ〔京成トランジットバス〕※幕張メッセ催事日のみ運行
- 海浜幕張駅 - 京成津田沼駅 - 津田沼駅 - 西船橋駅 - 富士急ハイランド - 河口湖駅　〔フジエクスプレス〕
- 秋葉原駅 - 富士急ハイランド - 河口湖駅　〔フジエクスプレス〕
- 京成津田沼駅 - 津田沼駅 - 西船橋駅 - 御殿場プレミアム・アウトレット　〔フジエクスプレス〕
2021年（令和3年）10月16日 - 運行開始。
- 秋葉原駅 - 御殿場プレミアム・アウトレット　〔フジエクスプレス〕
2021年（令和3年）10月16日 - 運行開始。

### 廃止または京成バス撤退路線
- マイタウン・ダイレクトバス
  - 千葉市ベイエリアルート
高浜車庫 - 高浜消防署 - 高浜北団地 - 東京歯科大学正門 - 真砂コミュニティーセンター - 磯辺中央 - 花見川通り - 海浜打瀬小学校 - 幕張メッセ中央 - 神田外語大学 - コロンブスシティー - 東京駅八重洲口 - 国際展示場駅 - 東雲車庫 〔千葉海浜交通〕
2012年（平成24年）4月8日 - 運行開始。
2013年（平成25年）8月16日 - 土日祝日とお盆（8月13日 - 15日）、年末年始（12月30日 - 1月3日）は運休となる。
2019年（平成31年）3月29日 - 廃止。
  - ユーカリが丘ルート
ユーカリが丘（宮の台） - ユーカリが丘駅入口（平日の東京行始発便は南口） - 下志津 - 東邦大佐倉病院 - 王子台三丁目 - 臼井駅南口 - 消防署前 - 地区センター - 吉見台公園 - 染井野南 - 内黒田入口 - 八木原小学校 - 千代田団地入口 - 東京駅八重洲口前 - 国際展示場駅（一部便のみ） - 東雲車庫
2019年（平成31年）3月28日 - 撤退。ちばグリーンバス・千葉内陸バスが継続運行。
- 茂原駅 - 長南駐車場 - 市原鶴舞BT - 東京駅八重洲口前 - 東雲車庫 〔小湊鉄道〕
2017年（平成29年）4月1日 - 京成バスは担当便がなくなり、運行支援のみ。
2020年（令和2年）2月29日 - 廃止。
- 松戸駅 - TDS - TDL〔松戸新京成バス〕（全便PASMO・Suica利用可能）※2019年11月1日運行開始[27]、※2020年2月16日より松戸新京成バスと共同運行[28]。
2022年（令和4年）9月30日 - 廃止。
- 虎ノ門ヒルズ - 羽田空港 〔東京空港交通〕
2020年（令和2年）12月16日 - 運行開始。
- ONライナー号： 西武バス大宮営業所 - 大宮駅 - さいたま新都心駅 - 成田空港 〔京成バス千葉イースト・東武バスウエスト・国際興業・西武バス〕
1989年（平成元年）4月28日 - 運行開始[29]。
- 新小岩駅東北広場 - 一之江駅 - 葛西駅 - 三井アウトレットパーク 木更津 〔小湊鉄道〕※2021年12月22日運行開始
- 武蔵浦和駅 - 池袋駅 - TDL - TDS  ［京成トランジットバス、国際興業バス］（全便PASMO・Suica利用可能）
2017年（平成29年）9月16日 - 運行開始。
- 鹿島神宮駅 - 水郷潮来 - 海浜幕張駅 - TDL - TDS - 東京テレポート駅（お台場） （関東鉄道の単独運行へ変更）
- スカイツリーシャトル： 東京スカイツリータウン - 錦糸町駅 - 葛西駅 - TDL - TDS 〔東武バスセントラル〕（全便PASMO・Suica利用可能）
- ユーカリが丘（宮ノ台） - TDL - TDS 〔ちばグリーンバス・千葉内陸バス〕（全便PASMO・Suica利用可能）
- 国立がん研究センター - 柏の葉キャンパス駅西口 - 流山おおたかの森駅西口 - 東京駅（乗車：八重洲南口／降車：日本橋口）〔東武バスセントラル・ジェイアールバス関東〕（PASMO・Suica利用可能。時間帯により経路が異なる。）
2022年（令和4年）9月30日 - 運行終了[30]。
- 成田シャトル： 大崎駅 - 成田空港・芝山町役場 〔WILLER EXPRESS・千葉交通〕
2016年（平成28年）10月31日 - 運行開始[31]。
- 有楽町シャトル： 東京駅鍛冶橋駐車場 - 成田空港第2旅客ターミナル
2017年（平成29年）12月16日 - 運行開始[32]。国土交通省が主導する、2020年東京オリンピック・パラリンピックに向けた交通機関のバリアフリー化の実証実験路線として設定され、車いす対応のリフトを搭載したハイデッカー車両および1階部分を車いす対応としたダブルデッカー車で運行される[33]。
2020年（令和2年）2月1日 - 東京シャトルと共にエアポートバス東京・成田に統合。

### 深夜急行バス
2025年（令和7年）6月現在、以下1路線が運行されている。かつては佐倉方面や千葉ニュータウン方面にも路線を持っていたが、現在は前者がちばグリーンバス、後者が成田空港交通にそれぞれ運行移管されている。
- 新橋駅銀座口 → 有楽町駅（マリオン前） - 東京駅八重洲口前（京成バス1番のりば） → 富岡三丁目 → サンコーポ西口 → 新浦安駅 → ハイタウン塩浜 → 行徳駅前四丁目 → 秋津小学校 → 香澄公園 → 海浜幕張駅 → 幕張ベイタウンパティオス1番街 → 検見川浜駅 → 稲毛海岸駅 → JR稲毛駅
1990年（平成2年）9月10日 - 運行開始。
1996年（平成8年）2月13日 - 「海浜幕張駅」・「パティオス一番街」停留所新設。
2020年（令和2年）4月16日 - 運行休止。
2024年（令和6年）12月2日 - JR千葉駅からJR稲毛駅までに運行区間を短縮し運行再開。

#### 廃止路線
- 新橋駅銀座口 → 有楽町駅（マリオン前） → 東京駅八重洲口前（京成バス3番のりば） → 富岡三丁目 → サンコーポ西口 → 新浦安駅北口 → 行徳駅 → 富浜（妙典駅） → 下総中山駅入口 → 西船橋駅（乗降可能） → 行田団地 → 税務大学校入口 → 藤原町 → 大塚ガラス → 藤原六丁目 → 桐畑[34]
2011年（平成23年）7月11日 - 運行開始。
2018年（平成30年）7月17日 - 運行終了[35]。

- 東京駅八重洲口前（京成バス3番のりば） → 葛西臨海公園駅（乗降可能） → 葛西駅 → 一之江駅 → 奥戸車庫
2011年（平成23年）4月15日 - 運行開始。
2020年（令和2年）4月16日 - 運行休止。

- 新橋駅銀座口 → 有楽町駅（マリオン前）→ 東京駅八重洲口前（京成バス1番のりば） → 新浦安駅北口 → サンコーポ西口
2009年（平成21年）3月31日 - 運行開始。
2020年（令和2年）4月16日 - 運行休止。

## 夜行高速バス路線

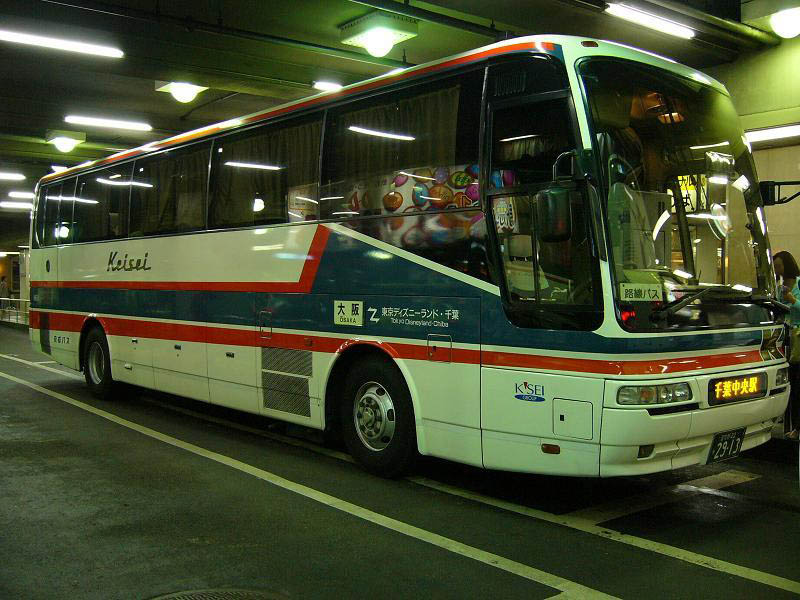
夜行用車両（撮影：阪急三番街）

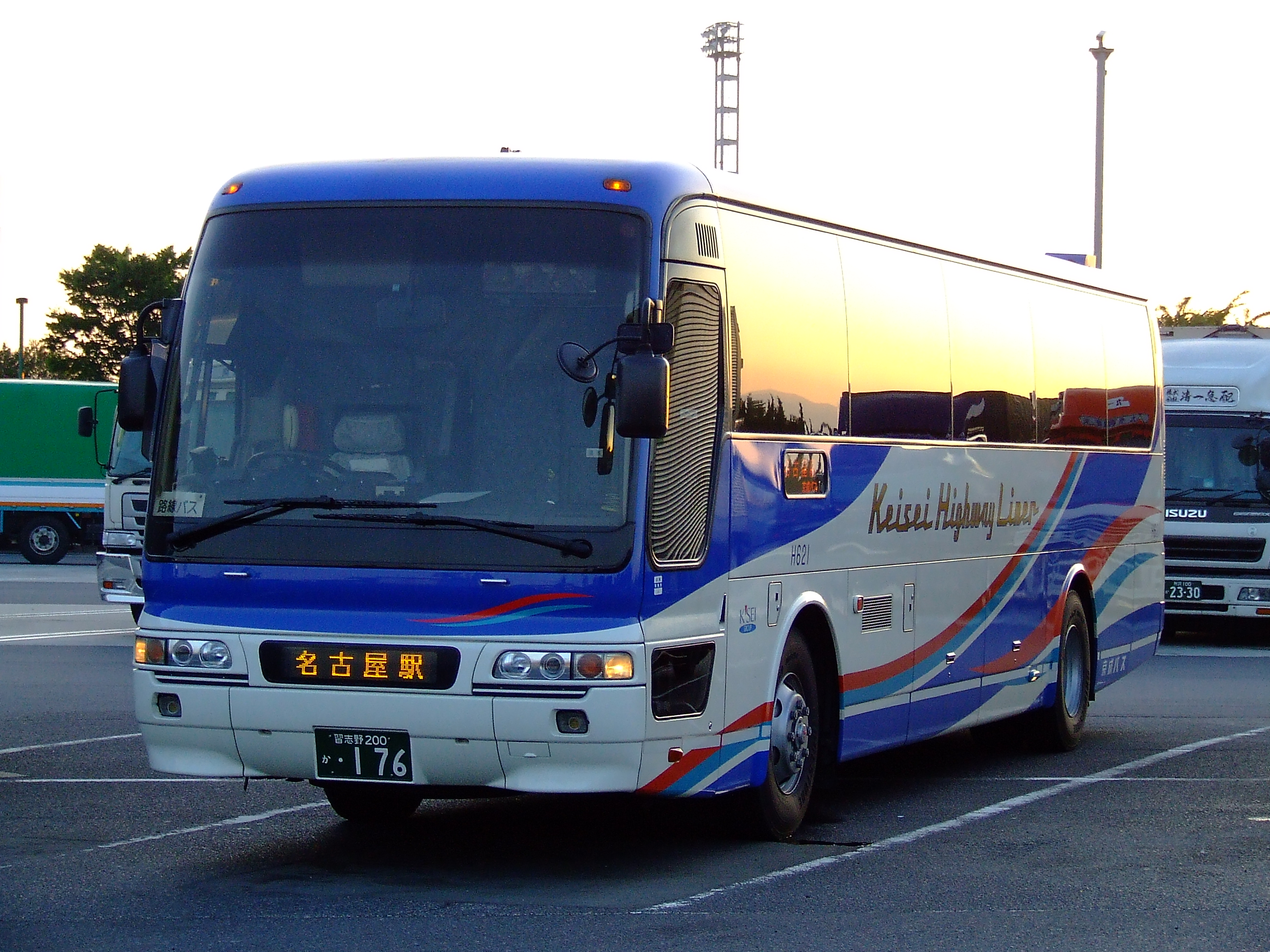
夜行用車両（新塗装）（撮影：上郷サービスエリア）

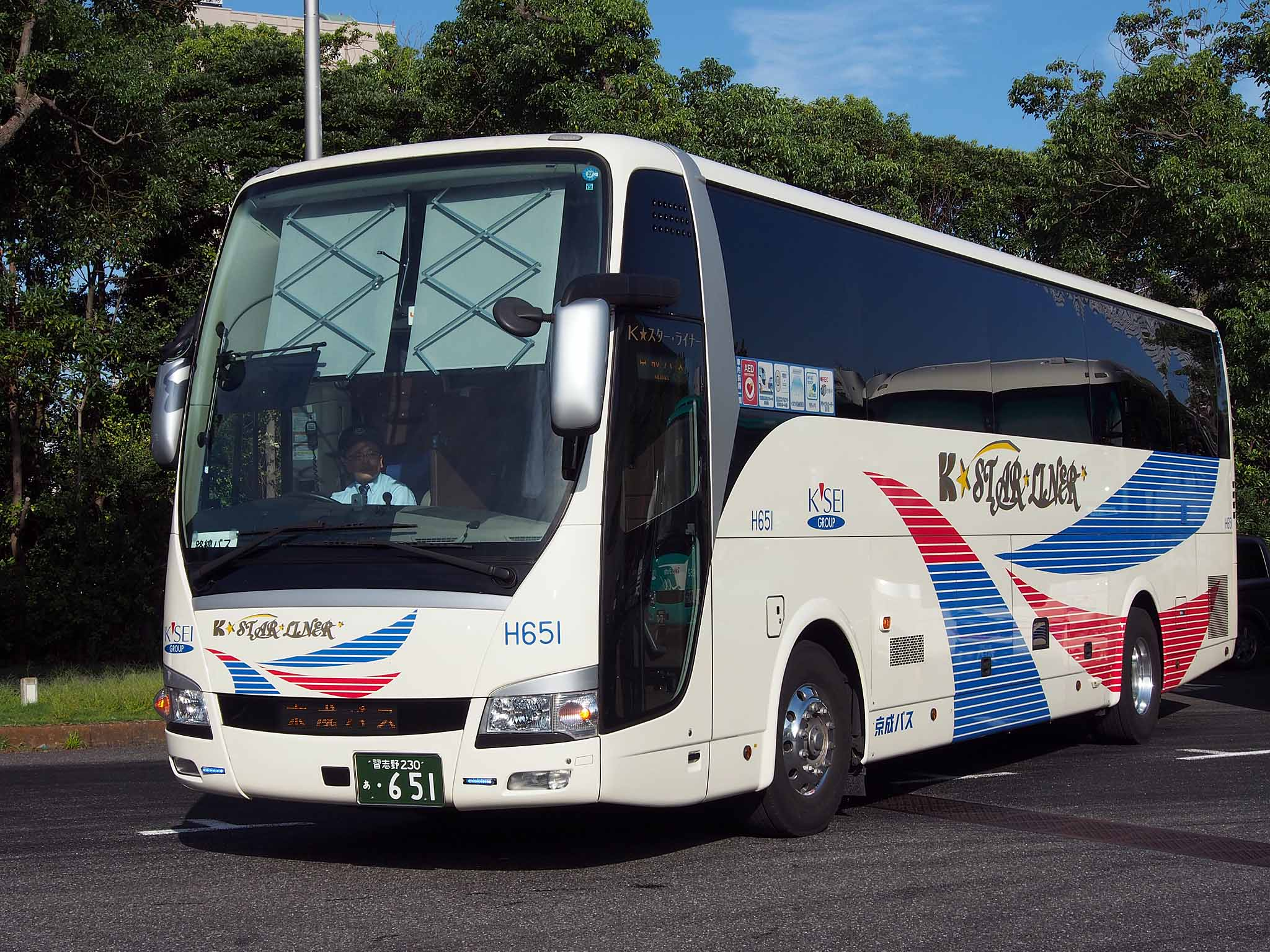
夜行用車両「K☆スターライナー」（撮影：幕張メッセ）

### 現行路線
長距離高速路線はいずれも夜行運転であり、主に関西方面に向けて以下の路線が運行されている。各路線とも千葉県内を起点に西船橋駅・東京ディズニーリゾート周辺や、都内を経由して運行される。運行回数はいずれも1往復である。
この他、成田空港 - 仙台間（ポーラスター号）、海浜幕張 - 和歌山間（サウスウェーブ号）、千葉 - 京都間（きょうと号）があったが、ポーラスター号、サウスウェーブ号は成田空港交通に、きょうと号は千葉中央バスにそれぞれ移管され、京成バスでは予約などの運行支援業務のみを行っている。
- ファンタジアなごや号
西船橋駅・TDL・横浜駅 ⇔ 名古屋駅 〔JR東海バス〕
2002年（平成14年）2月8日 - 運行開始。
2008年（平成20年）6月6日 - 「横浜駅 (YCAT)」バス停を経由するようになる。
- やまと号
五位堂駅・王寺駅・法隆寺バスセンター・近鉄郡山駅・JR奈良駅・近鉄奈良駅・天理駅 ⇔ 本厚木駅・横浜駅(YCAT)・京成上野駅・東京スカイツリータウン前・TDR・西船橋駅・津田沼駅 〔奈良交通〕
1989年（平成元年）10月5日 - 運行開始[38]。
- 千葉・TDR・東京駅・横浜 - 大阪・神戸線
海浜幕張駅・西船橋駅・TDR・東京駅・横浜駅東口 ⇔ 千里中央駅・新大阪・大阪梅田（阪急三番街）・大阪駅前（ハービスOSAKA）・神戸三宮
全席指定制。車両は独立3列シートのスーパーハイデッカー車（定員29名、トイレ付き）を使用する。TDR（ランド・シー）停留所は休園日は通過。
大阪・神戸側では阪急観光バスが運行支援（予約受付・大阪営業所での折返整備等）。
1989年（平成元年）12月25日 - 運行開始[39]。当初は京成電鉄と阪急バス・阪神電気鉄道（現・阪神バス）の共同運行だった。
2007年（平成19年）2月28日 - この日をもって阪急バスが撤退。翌3月1日から京成と阪神の共同運行となる。
2010年（平成22年）12月31日 - この日をもって阪神バスが撤退、翌2011年1月1日から阪急阪神ホールディングス内の再編により阪急バスへ再移管。
2015年（平成27年）3月31日 - この日をもって阪急バスが再び撤退。京成バスの単独運行となる。
2020年（令和2年）3月29日 - 千葉中央駅 - 海浜幕張駅が廃止（最終運行16日）。
2022年（令和4年）7月1日 - 大阪・神戸側運行支援事業者を阪急バスから阪急観光バスへ移管。

### 廃止路線
- 岡山線：海浜幕張駅 - TDL - 西船橋駅 - 岡山駅前 - 倉敷駅北口 - 総社バスセンター - 津山中鉄バスセンター 〔中鉄バス〕
  - 成田空港交通に移管された路線（金沢線）を除き唯一の廃止路線で、1995年4月21日の運行開始当初は千葉中央駅発着、岡山 - 津山間は直通運行だった[40]。1997年頃に上記の運行区間に変更される。
  - 特記すべきは、京成の夜行バスで唯一「トウキョウベイライン」という愛称が付与されていたことである。中鉄バス側の愛称は現在でも東京 - 岡山・倉敷線（両備バスに移管）で使われる「マスカット号」である。

## 車両

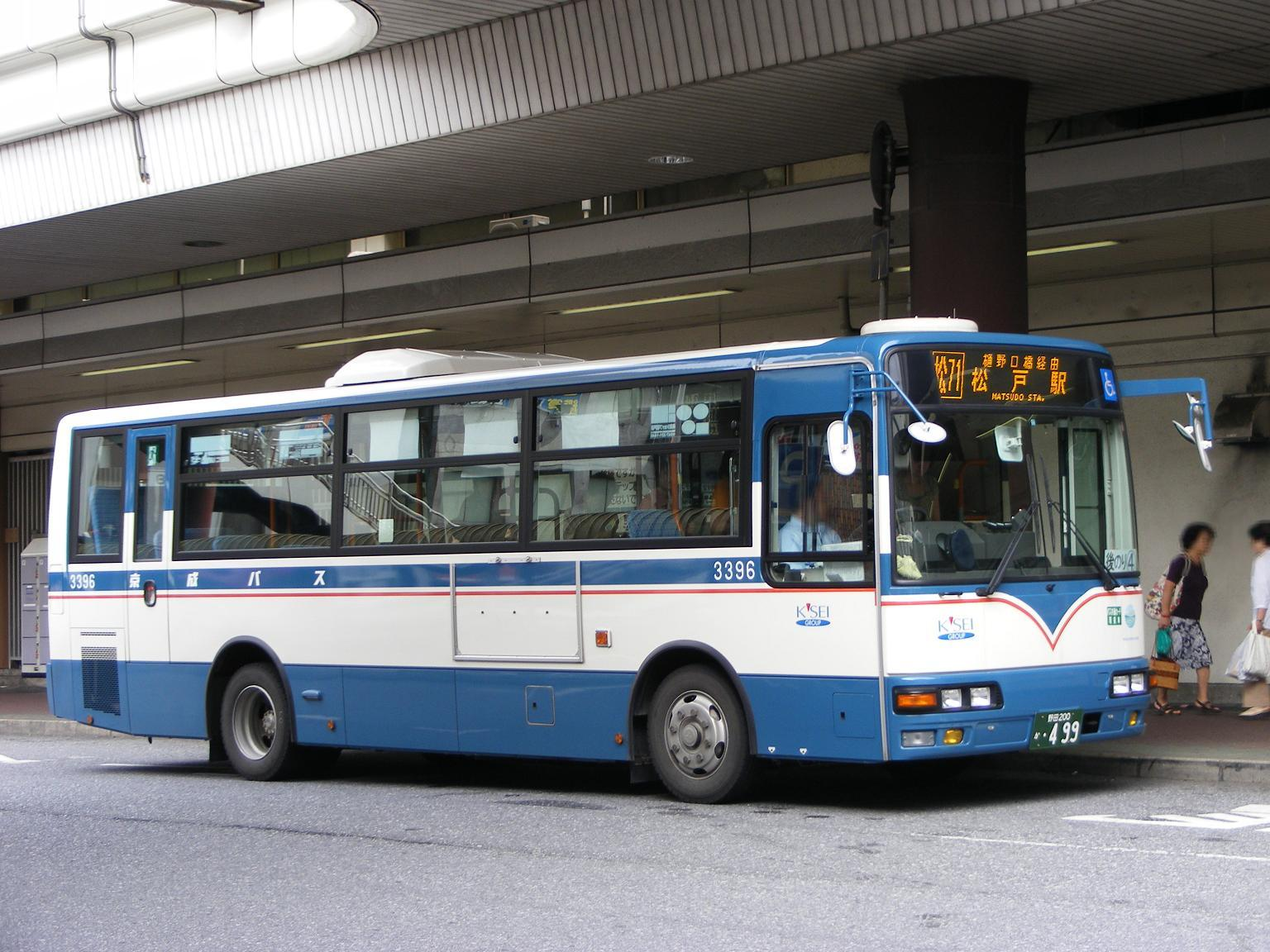
松戸営業所に配置される三菱ふそう製車両（撮影：松戸駅西口）

### 概説
国内で大型自動車を製造・販売している4社のうち、いすゞ自動車、日野自動車、三菱ふそうの3メーカーとまとまった取引がある。旧日産ディーゼル工業（現・UDトラックス）は一部のコミュニティ路線や高速路線用に京成本体でもごく少数購入したが、京成グループでは新京成バスと九十九里鉄道への納車が大半を占めていた。また、幕張地区用として連接車（新都心幕張線用連接バス）を製造できるスウェーデンのボルボと、ドイツのダイムラー（メルセデス・ベンツ）から購入したことがある。
過去の貸切車には、各車ごとに花にちなんだ愛称がつけられ、イラスト入りの円形プレートが取り付けられていた。この頃の貸切車の塗装は路線車と同じものであった。
一般路線車は、一部の例外を除き、新都心・長沼営業所、習志野出張所では日野車、松戸営業所では三菱ふそう車、その他の営業所ではいすゞ車が選択されている。ただし、現在では車庫の移転や管轄営業所の変更、路線の新設・廃止・移管、他社への移譲などにより、以前に比べると営業所毎のメーカー統一は崩れており、3メーカーの車両が配置されている営業所もある。
各営業所とも配置車両の大半を大型車が占めており、それも標準的な車長の2扉車が主流である。前乗り先払い方式の都内使用車には、終点ターミナルでの降車時間短縮のため、降車扉（中扉）を幅の広い4枚折り戸としているものが多かったが、ノンステップ車が主力になった現在は一般的な引き戸が基本となっている。なお、千葉県内にも4枚折り戸の車両は存在するが、これは都内と同じ目的で一部の前乗り路線用に導入されたものと、車椅子用スロープを設置する際の構造上の制約からそうなっているものとがある。また、ラッシュ時に利用者の特に多い幕張地区や一部の団地路線では全長のやや長い3扉車が使用されていたが、1990年代末以降、新規には導入されておらず、代わって標準尺や長尺の4枚折り戸のワンステップ車が導入されている。ノンステップ車は都内、千葉県内とも積極的に導入が進められているほか、低公害車としてCNG車やハイブリッドノンステップ車も導入されている。
比較的利用者の少ない路線や狭隘道路を走る路線では、中型車両も使用されている。都内用は前中車。千葉県用はワンステップになるまで市川営業所の中国分線で使用される車両以外は乗降方法に拘わらず前後車だった。このうち、市川営業所の中国分線で使用される車両は、他の中型車と比べて全長がより短い。また、中型車をベースに全長を大型車並みに延長したタイプの車両も船橋営業所（現在の習志野出張所）、長沼営業所、松戸営業所などで導入されている。
塗装は一般路線車、高速路線車とも白色、青色、赤色の3色をまとうのが基本で、色調がやや異なるが京成電鉄の電車と近いイメージカラーとされている。一般路線車の塗装は、白色・青色をベースに、窓下には青帯の下に細い赤帯を巻くもので、この塗装は京成電鉄時代から引き継がれている。ただし、新都心営業所の一般路線車は一部を除き、白色地に青色でカモメを配し、「KEISEI」と書かれた文字を入れた独自の塗装となっている。最新の高速路線車は側面に青色、赤色でアルファベットの「K」をイメージして描いているが、スリット状に細い白線が入る。

### 新都心幕張線用連節バス
千葉市西部の京成千葉線、JR総武線幕張本郷駅とJR京葉線海浜幕張駅周辺を結ぶ新都心幕張線（新都心営業所所管）は、千葉運転免許センターや幕張メッセ・千葉マリンスタジアムなどに向かう需要に加え、幕張新都心への進出企業の増加に伴い、1990年代から利用者が急増した。京成では、この路線に全長のやや長い3扉の車両を多数配置し、頻発運行していたが、ラッシュ時を中心に混雑が大変激しく、増便による対応も限界に達しつつあった。このため、輸送効率の根本的な改善を目的として、1998年（平成10年）にボルボ製シャーシの連節バスを10台導入し、運用に充てていた。

この連節バスは、全長18メートル、定員140名で、一般路線用の連節バスとしては日本初のものである。シャーシはボルボB10Mを使用し、車体は日本の富士重工業が製造を担当し、接合部以外は一般の路線バスと大差のない外観をしている。なお、海外メーカ製でほぼ同一サイズの連節バスとしては、2005年（平成17年）に神奈川中央交通（以下「神奈中」）で導入された「ツインライナー」があるが、そちらはボディも海外で施工しているため、外観上の印象が大きく異なっている。
カーブでは第3軸の車輪がハンドルを回した方向とは逆に動き、第2軸の軌跡を追う仕組みとなっており、内輪差が大きくなることを防いでいる。このため、通常の大型バスと同じ様な感覚で運転でき、乗務員は大型2種以外の特別な運転免許を必要としない。ただし、全長が法規の想定以上に長い事から、営業運行できるのは特例により許可を得た新都心幕張線に限られている。
なおこのバスが運行する幕01系統の路線バスでは、2006年（平成18年）3月より千葉ロッテマリーンズの選手たちの車内アナウンスを聞く事ができ、多くの注目を集めた。2021年（令和3年）現在では荻野貴司、唐川侑己らが車内アナウンスを担当している。なお、過去においてはボビー・バレンタイン、ベニー・アグバヤニ、マット・ワトソン、今江敏晃、渡辺俊介、成瀬善久、大松尚逸らが担当していた。
ボルボ製の連節バスは排出ガス規制への適合の関係から、2010年（平成22年）2月19日より順次置き換えられた。2代目となる車両は2008年以降神奈川中央交通で導入実績のあるメルセデス・ベンツ・シターロで、同社で導入されている車両と同様に車体幅2.55m のノンステップ車両である。車両愛称は「シーガル幕張」。、これまで使用してきた10台を全て置き換え、2010年度内にさらに5台が増備された。引退したボルボ車はジェイアールバス関東・鹿児島交通に譲渡されたほか、京成バスでも1台が保存されている。

2021年（令和3年）3月30日からは3代目となる日野ブルーリボンハイブリッド連節バス（いすゞエルガデュオの同型車）が2台投入され、シターロの置き換えが始まっている。

### 車両番号
京成バスの車両には、1ケタの英字+3ケタの数字あるいは4ケタの数字がついている。この番号を、車両番号として各車両の管理に使用している。
ここでは、4506号車を例にとる。
| 4      | 5              | 06       |
| ------ | -------------- | -------- |
| 営業所 | メーカーと用途 | 通し番号 |

- 1ケタ目は所属営業所を表し、2ケタ目はメーカーまたは、用途を表す。また、2ケタ目のシャーシメーカーは3・4ケタ目と併せて通し番号としての役割も持つ。
- 3・4ケタ目は、そのメーカー内の通し番号。

所属営業所別の記号(1ケタ目)は下記の通り。
| 0      | 1    | 2    | 3    | 4      | 5    | 8    | E      | N    | H            |
| ------ | ---- | ---- | ---- | ------ | ---- | ---- | ------ | ---- | ------------ |
| 習志野 | 奥戸 | 市川 | 松戸 | 新都心 | 千葉 | 金町 | 江戸川 | 長沼 | 新習志野高速 |

　1は東雲車庫を含む。
- メーカーと用途
  - 0…いすゞ車000番台(用途:東京BRT)
  - 1…いすゞ車100番台
  - 2…いすゞ車200番台
  - 3…三菱車300番台
  - 4…日野車400番台
  - 5…日野車500番台
  - 6…三菱車600番台
  - 7…旧日産ディーゼル車700番台(用途:シャトルセブン・新習志野高速所属の貸切車)
  - 8…海外シャーシ車・日野車800番台

　なお、2ケタ目のメーカーの附番のくせは営業所によってまちまちである。
- 通し番号

　3・4ケタ目の通し番号は、2ケタ目と併せて基本的には00(01のところもある)～99と連番で振られていく。ただし、42と49は忌数であるため欠番となる。なお、こちらも2ケタ目と同じく附番のくせは営業所によってまちまち。
以上の法則から「4506号車」は新都心営業所所属の日野車500番台の06号車となる。

### 廃車車両の譲渡

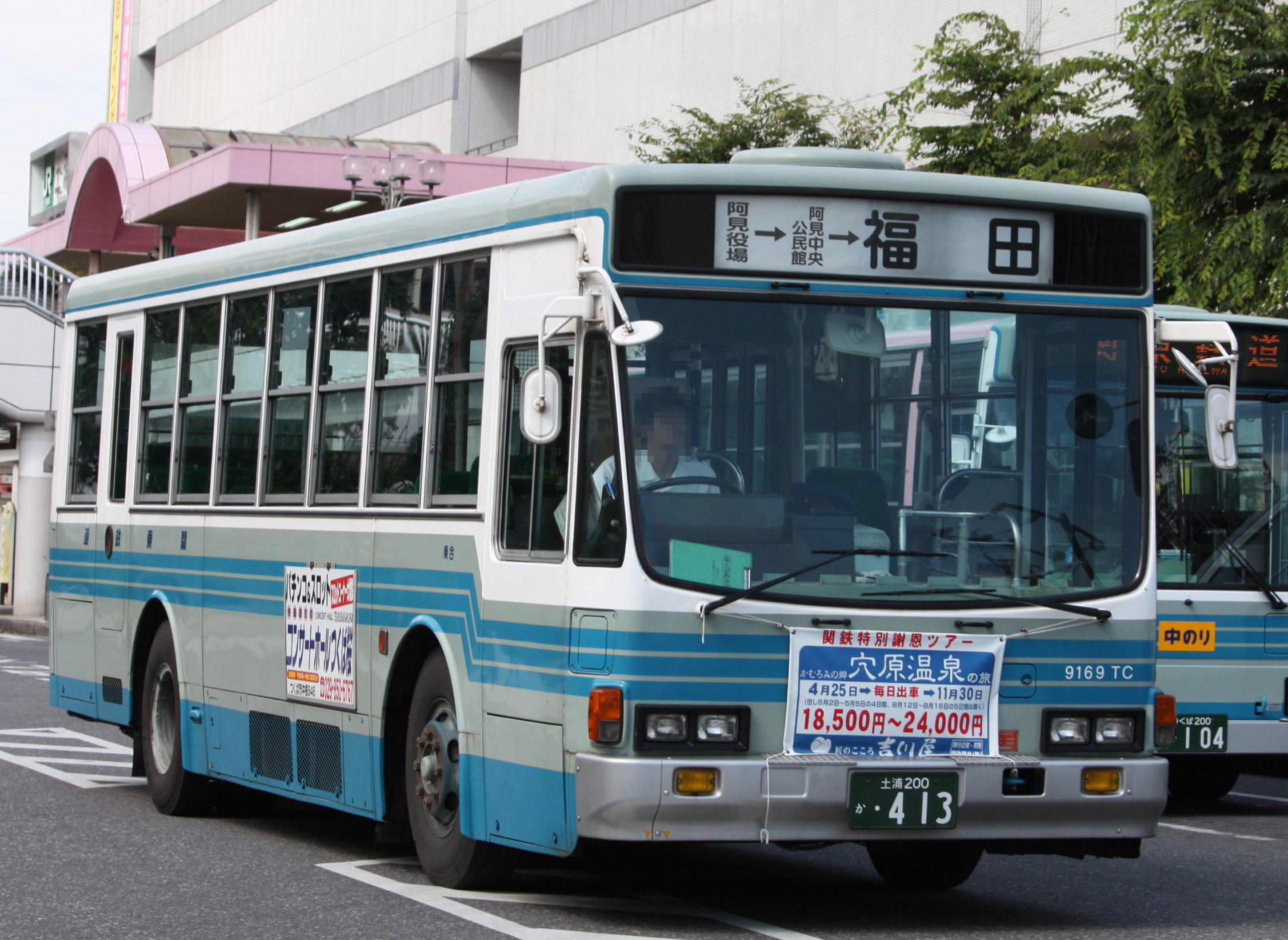
関東鉄道への譲渡車

京成バスグループで役目を終えた車両は全国の地方事業者に譲渡されている。1992年（平成4年）以降に首都圏が使用車種規制地域に指定され、車両のライフサイクルが短くなったことなどから近年は増加している。譲渡先として、関東鉄道などのグループ会社ほか、茨城交通・川中島バス・鹿児島交通・熊本都市バス・北海道中央バス･京福バス・備北バス・中鉄バス・中鉄北部バス・東陽バス・那覇バスなど、グループ外の事業者にも譲渡されている。
なお2010年（平成22年）の連節バス置き換えに際しては、自社Web上でボルボ製連節バスの売却についての案内が掲載され、2011年（平成23年）9月現在、鹿児島県鹿児島市内のいわさきバスネットワーク、および福島県白河市内のJRバス関東白河支店に各4台譲渡されている。
また、一部の車両はミャンマーなど海外にも輸出されている。

## 統一ロゴ
京成バスをはじめとする京成グループ各社の貸切バスには、共通のカラーリングと共に「KaNaC」という統一ロゴマークが使われていた。これは、「カナック」と読み、
K = kind guide（親切なガイド）
N = nice driver（良い運転者）
C = clean bus（清潔なバス）
の略である。また、
K = 京成、関東鉄道
N = 成田空港交通、日本観光
C = 千葉交通、千葉中央バス
のように、各アルファベットがグループ会社名の頭文字にもなっている。
新貸切共通色では「KaNaC」表記は廃されている。新貸切共通色は新車に限らず、車体更生と同時に塗装変更した在来車もある。旧共通色から新共通色に塗装変更されてからグループ内で転属した例もある（京成バス奥戸営業所1060号車→船橋新京成バス鎌ヶ谷営業所1060号車など）。

### 運賃箱
東京都内の営業所はレシップ製（2018年まではサクサ製を使用していた）、千葉県内の営業所は小田原機器製を使用している。

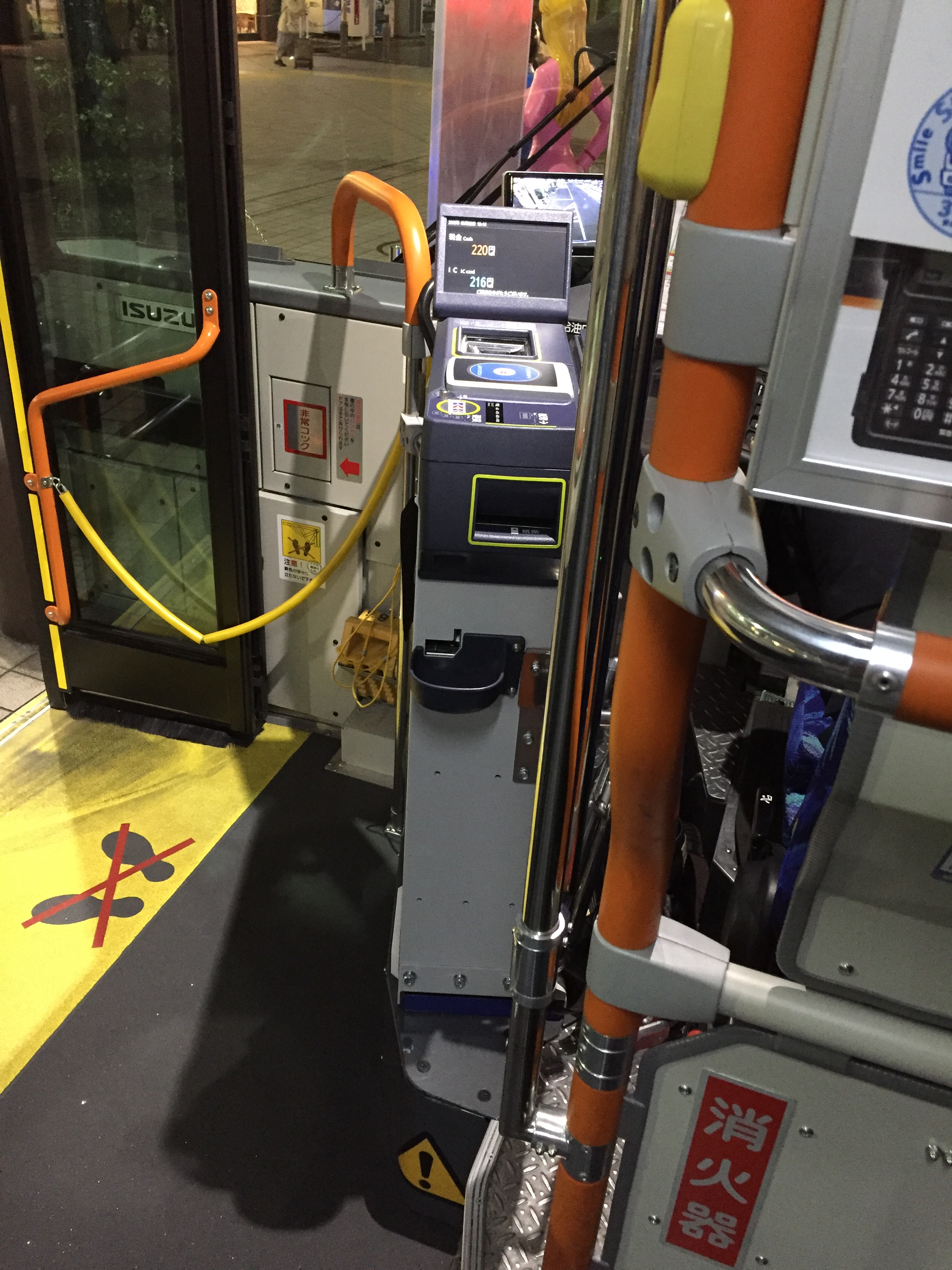
レシップ製の運賃箱（都内均一運賃用・2代目）
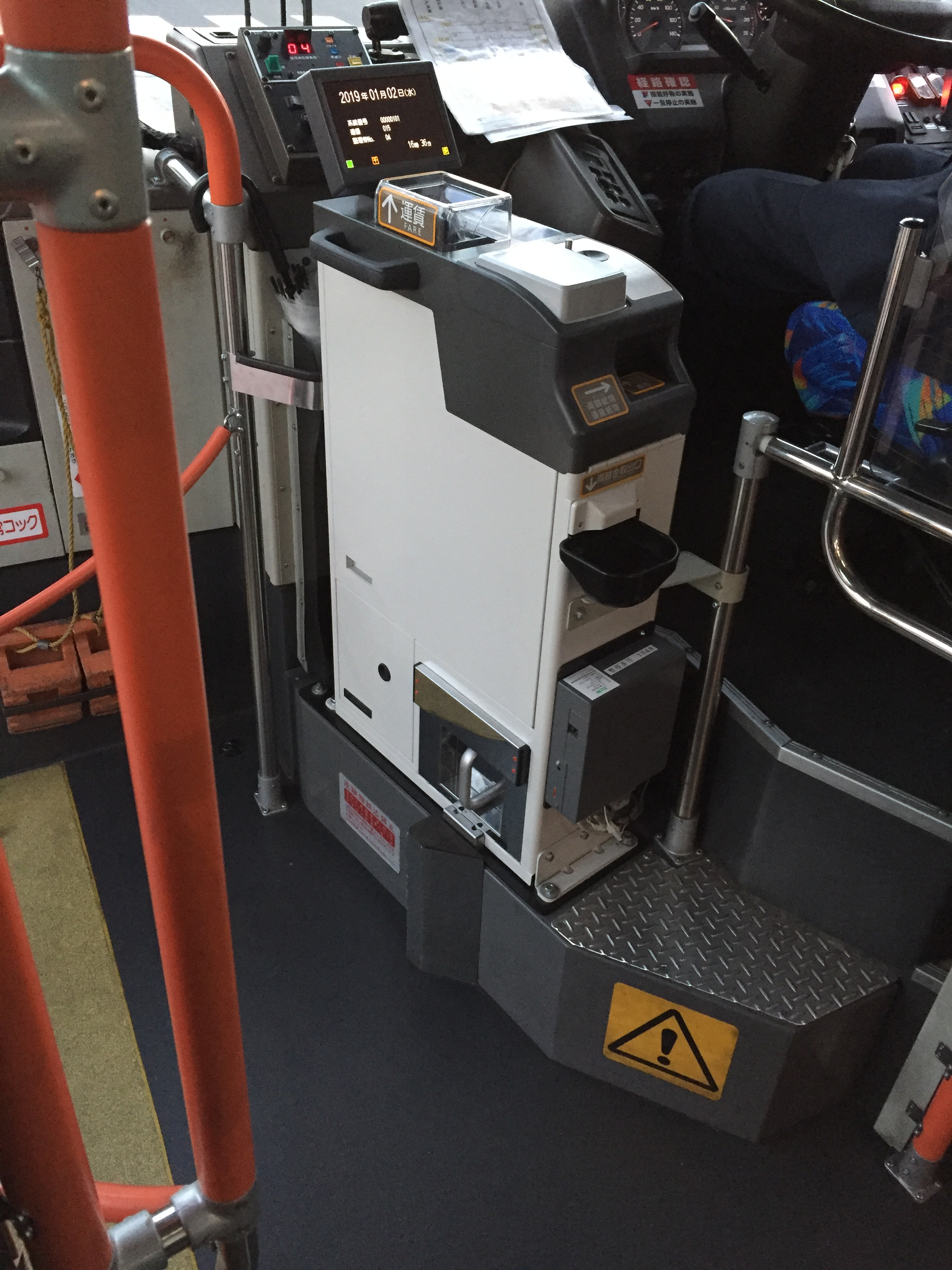
小田原機器製の運賃箱（千葉県内多区間運賃用・2代目）
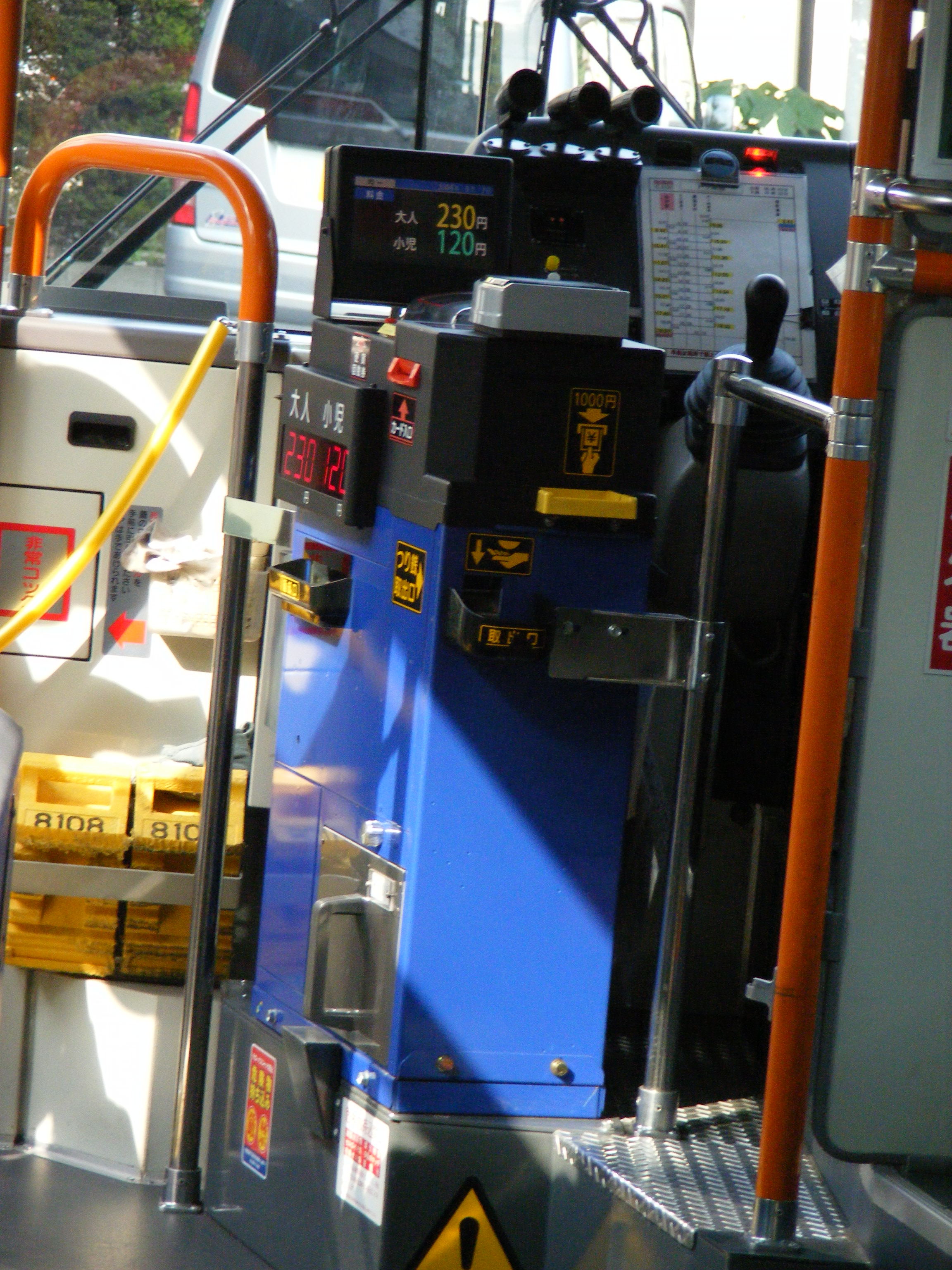
サクサ製の運賃箱（都内均一運賃用・初代）
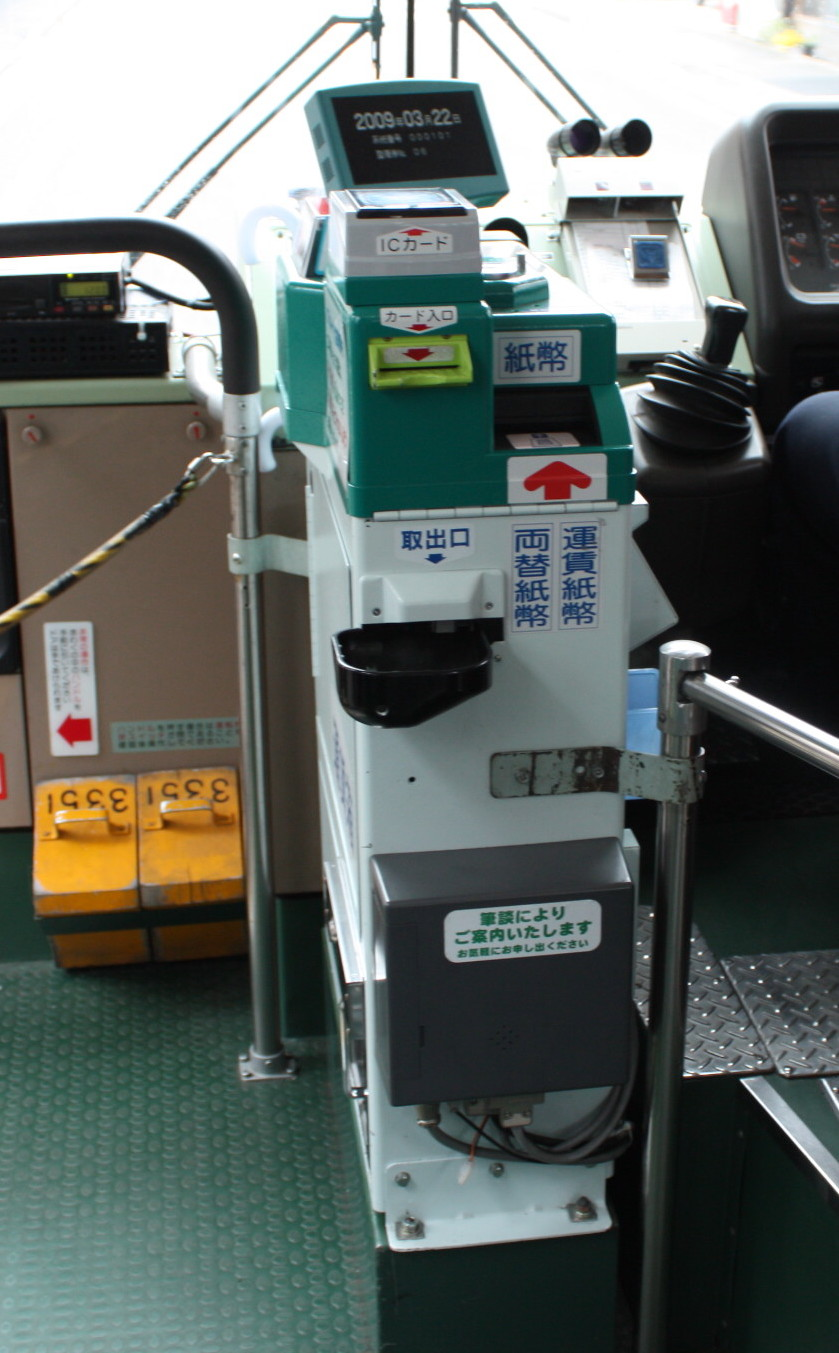
小田原機器製の運賃箱（千葉県内多区間運賃用・初代）